# Eloxování

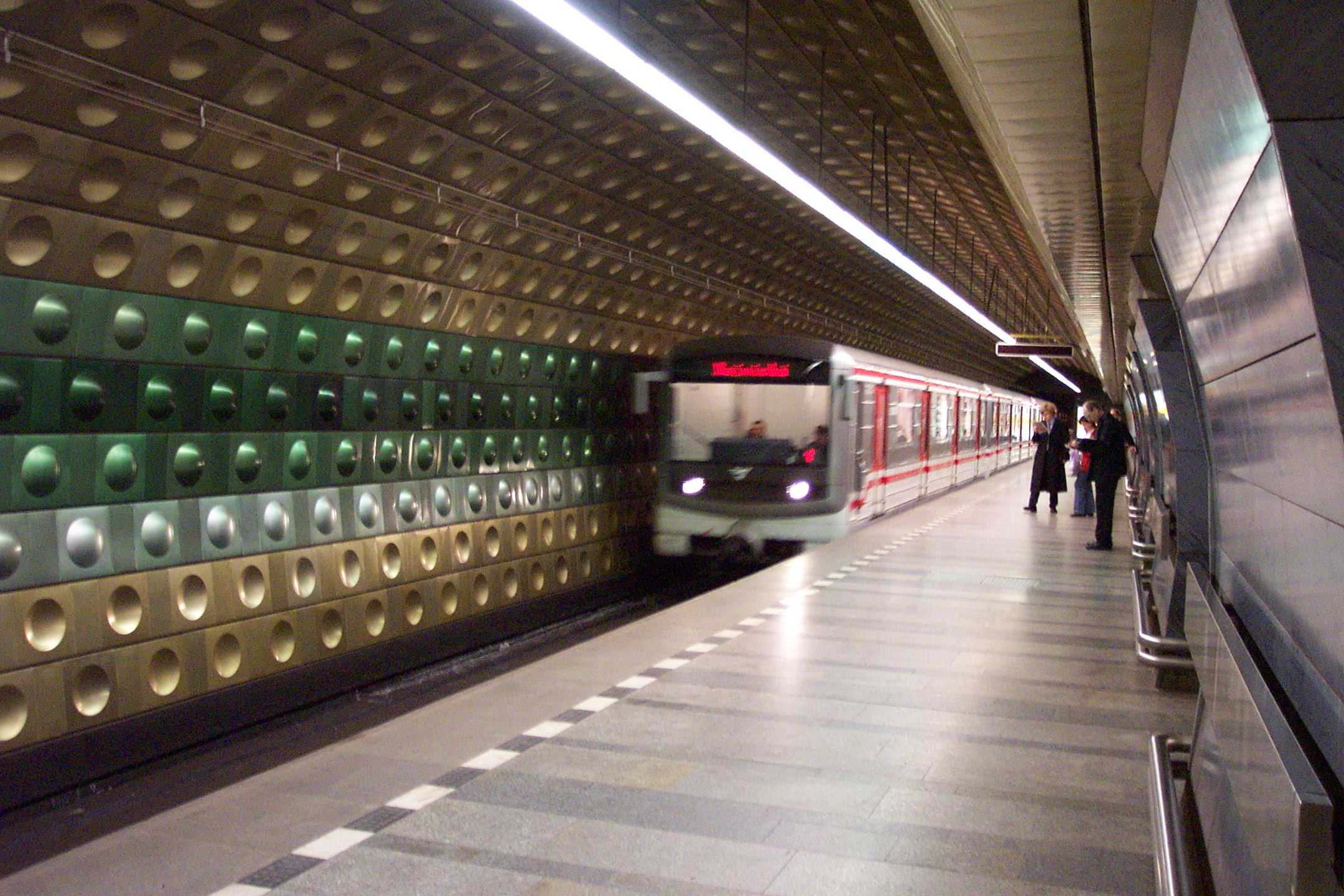
Stanice na lince A pražského metra jsou typické výzdobou z barvených eloxovaných dlaždic

Eloxování neboli anodizace je druh chemicko-tepelné povrchové úpravy výrobků z hliníku (zkratka ELektrolytická OXidace hliníku). Spočívá ve vytvoření ochranné vrstvy oxidu hliníku na upravovaném povrchu. Tato vrstva již dále neoxiduje, a tím před oxidací chrání i samotný hliník. Používá se například v letecké (i automobilové) výrobě, ale nejčastěji v případech, kde je hliník použit v exteriéru, např. u hliníkových oken. Výhodou je, že tato vrstva se po určité době vytvoří sama. V podstatě se jedná o stejný proces jako rezavění železa, s tím rozdílem, že po vytvoření tenoučké vrstvy již koroze dál nepokračuje a materiál je chráněn proti povětrnostním vlivům.
Eloxováním hotových hliníkových (duralových) výrobků se mimo zvýšení odolnosti na povětrnostní vlivy zvýší také mechanická otěruvzdornost povrchové vrstvy. Sníží se výrazně tepelná i elektrická vodivost, ale také drsnost povrchu – vhodné např. po třískovém obrábění, neboť eliminace mikrotrhlin v povrchu struktury hliníku vede ke zvýšení mechanické pevnosti povrchu (stává se, že cyklickým i míjivým namáháním se tyto mikrotrhlinky zvětšují, což postupně vede až k možnému zničení neeloxované součásti). Také životnost výrobků se eloxací značně zvyšuje. Síla eloxované ochranné vrstvy se podle potřeby pohybuje v rozmezí 0,35 až 125 (max 160) mikrometrů. Kromě této ochranné funkce má eloxace také svůj význam estetický, neboť umožňuje podstatné zvýraznění povrchu eloxovaného předmětu včetně jeho případného zabarvení (falešné pozlacení, nepravé postříbření apod.) Tyto naeloxované vrstvy je dále možno chemicky nasytit barvivy, případně i dalšími látkami pro další zvýšení vlastností barveného povrchu (otěruvzdornost, stálost odstínu barviv, mazivost, přilnavost atd.).
K eloxování hliníku se používá nejčastěji roztoků kyselin (organické kyseliny, kyseliny chromové, sírové, fosforečné...), ve kterých ponořené výrobky oxidují za přítomnosti elektrického proudu. Stejným způsobem lze použít i některé solné roztoky. Existují asi tři základní typy způsobů eloxování, přičemž pro dosáhnutí různě silné vrstvy oxidace je zapotřebí použít jiných poměrů veličin pro daný typ: druh roztoku (H2SO4, NaOH, …), jeho koncentrace [%], dodávaný elektrický proud/napětí [A/V] a případně teploty nebo i času. Výsledkem legování hliníkových slitin dalšími prvky (Cu, Mg, Na, Si, Fe, …) je už nečistá hliníková slitina. Nečisté slitiny mají za následek zhoršení procesu eloxování podle poměru příměsí. Je tedy nezbytné přihlédnout k třídě hliníkového materiálu (2000, 4000, 6000, …).